# Piotr Hatowski
Piotr Hatowski (29 giugno 1990) è un taekwondoka polacco.

## Palmarès
- Europei

Montreux 2016: bronzo nei +87 kg.